# Lugnorre
Lugnorre est une localité suisse du canton de Fribourg, située dans le district du Lac.

## Histoire
Lugnorre est une ancienne seigneurie. Située sur le versant sud-ouest du Mont Vully, la localité, en ordre contigu, souvent construit en pierre d'Hauterive, était constitué de deux parties, Lugnorre et Chenaux. La seigneurie englobait, de la fin du Moyen Âge à la fin de l'Ancien Régime, Lugnorre, Môtier, Joressens et une partie de Mur. En 1079, l'évêque de Lausanne, Burcard d'Oltigen, possédait des biens à Lugnorre, dont l'usufruit revenait au chapitre. En 1183, le monastère de Payerne avait des vignes dans le village et les documents anciens ne font que rarement la distinction entre le village et la seigneurie de Lugnorre. Celle-ci n'apparaît clairement comme unité administrative qu'au XIVe siècle. Propriété des sires de Grandson, elle fut cédée par Othon II de Grandson, sous réserve de rachat, à Louis de Neuchâtel en 1350.
Les habitants obtinrent des franchises, consignées en 1398. A la fin du Moyen Âge, la seigneurie était administrée par un Conseil, une cour de justice de douze membres, un major et un huissier, établis dans l'ancienne majorie située sur la place publique (encore appelée place de carcan en 1758) où se déroulaient les jugements et les assemblées. La seigneurie de Lugnorre fut vendue en 1469 par Amédée IX de Savoie à la ville de Morat, qui dut la remettre à Berne et Fribourg en 1475. Elle fit partie du bailliage commun de Morat dès 1484 et attribuée au canton de Fribourg en 1798, qui l'incorpora dans le district d'Avenches, puis dans celui de Morat de 1803 à 1848. Une école y est présente dès 1729 (bâtiment actuel de 1853, agrandi en 1904). Lugnorre est un village voué à l'agriculture et à l'économie laitière. La première fromagerie est arrivée vers 1840 (l'actuelle date de 1910).
En 2016, l'ancienne commune de Haut-Vully dont faisait partie Lugnorre a fusionné avec Bas-Vully pour former la commune de Mont-Vully.

## Toponymie
1079 : Leuconatres

## Démographie
Lugnorre comptait 460 habitants en 1991.